# Vadstena (comune)
Vadstena è un comune svedese di 7 424 abitanti, situato nella contea di Östergötland. Il suo capoluogo è la città omonima.

## Località
Nel territorio comunale sono comprese le seguenti aree urbane (tätort):
- Borghamn
- Vadstena

## Amministrazione

### Gemellaggi
- Naantali
- Bogense
- Svelvik
- Patreksfjörður